# Mohamed Seghir Babes
 (décembre 2020).
Si vous disposez d'ouvrages ou d'articles de référence ou si vous connaissez des sites web de qualité traitant du thème abordé ici, merci de compléter l'article en donnant les références utiles à sa vérifiabilité et en les liant à la section « Notes et références ».
Mohamed Seghir Babes (en arabe : محمد الصغير بابس), né le 10 mars 1943 en Algérie et mort le 7 mars 2017 à Alger, est un homme politique algérien.
Il est considéré comme l'un des cadres administratifs algériens les plus importants, il a précédemment occupé le poste de ministre de la Santé et de la Population et a également occupé le poste de conseiller à la présidence de la République et de président du Conseil national économique et social. Mohamed Seghir Babes, spécialiste des sciences politiques et économiques, a une longue carrière dans l'administration publique à ses plus hauts niveaux.

## Biographie
Il a occupé plusieurs postes dans l'administration publique aux plus hauts niveaux du ministère de l'Intérieur, du Secrétariat d'État aux ressources en eau, du ministère de la Santé (Sécurité sociale), du Secrétariat d'État aux affaires sociales, puis de Président du Conseil d'administration du Complexe du secteur des services, avant sa nomination comme représentant des réformes économiques auprès du Premier ministre.
Il aussi occupé plusieurs postes gouvernementaux, en tant que ministre de la Santé et de la Population dans deux gouvernements successifs, puis il a été conseiller du président de la République, avant d'être nommé président du Conseil national économique et social, poste qu'il a occupé jusqu'à sa mort.
Mohamed Seghir Babes est également considéré comme membre du Groupe de personnalités éminentes, qui a été créé par les chefs d'État africains pour gérer le Mécanisme africain d'évaluation par les pairs et ce pendant deux mandats (dans le dernier il occupait le poste de président), qui est un mécanisme dédié aux systèmes de gouvernance en Afrique.

### Parcours académique
Sur le plan académique, il a enseigné à l'Université Laval au Québec au Canada, ainsi qu'à l'Université de Montréal et a en même temps occupé les missions d'un chercheur attaché au Département d'économie de la santé et d'un expert consultant à l'Institut national de la santé publique et à l'Institut de l'environnement et de l'énergie, affilié à l'Organisation internationale de la Francophonie.

## Décès
Il est décédé le mardi 7 mars 2017, à l'hôpital militaire d'Aïn Naadja d'Alger, d'une maladie incurable.